# Disphragis coremista
Disphragis coremista är en fjärilsart som beskrevs av William Schaus 1939. Disphragis coremista ingår i släktet Disphragis och familjen tandspinnare. Inga underarter finns listade i Catalogue of Life.